# Скіау (Арджеш)
Скіау (рум. Schiau) — село у повіті Арджеш у Румунії. Входить до складу комуни Басков.
Село розташоване на відстані 114 км на північний захід від Бухареста, 7 км на північний захід від Пітешть, 102 км на північний схід від Крайови, 103 км на південний захід від Брашова.

## Населення
За даними перепису населення 2002 року у селі проживали 622 особи.
Національний склад населення села:
| Національність | Кількість осіб | Відсоток |
| -------------- | -------------- | -------- |
| румуни         | 548            | 88,1%    |
| цигани         | 74             | 11,9%    |

Рідною мовою назвали:
| Мова      | Кількість осіб | Відсоток |
| --------- | -------------- | -------- |
| румунська | 548            | 88,1%    |
| циганська | 74             | 11,9%    |